# Carlos Contreras Elvira
Carlos Contreras Elvira (Burgos, Espanha, 1980), é um  escritor, dramaturgo, poeta e jornalista em língua castelhana.

## Biografia
Carlos Contreras Elvira é Master em Escritura (New York University), Master em Literatura Hispanoamericana (Universidade Complutense de Madrid), Master em “Edição, Gestão e Produção, de revistas” (Universidade Pontifícia de Salamanca), Licenciado em Direcção de Cena e Dramaturgia ([[Real Escola Superior de Arte Dramático de Madrid. 2009-2010 na Escola Superior de Teatro e Cinema de Lisboa, Portugal), Licenciado em Humanidades (Universidade de Burgos. 2002-2003 na University College of Cork, Irlanda.). Foi leitor de espanhol na Western Michigan University (EUA), professor na Universidade Européia de Madrid, proprietário de uma bolsa de criação na Residência de Estudantes de Madrid (2010 -2012), na Real Academia de Espanha em Roma (2012-13) e no Centro Dramático Nacional. Nos últimos anos também trabalhou no Departamento de Publicações da AECID (MAEC) como editor da revista literária Cuadernos hispanoamericanos, no Departamento de Espanhol da Universidade de Nova Iorque e no Departamento de Cultura do Instituto Cervantes da Nova Iorque, trabalho que alternou com a redação de colunas de opinião e reportagens jornalísticas para jornais como El Mundo (Espanha) ou revistas como Esquire e com a coordenação da organização sem fins lucrativos Ocupacciönpoética, com a qual coordenou projetos para instituições como EUNIC, British Councilou Instituto Goethe.

## Obras

### Teatro
- [2016] Kaiser. Fundação Autor, Madrid. 80 páginas, ISBN 978-84-8048-881-5
- [2016] Manual de estilo para currículums inventados. INAEM, Ministério de Cultura do Governo da Espanha, Madrid. 74 páginas (e-book), NIPO 035-14-055-3.
- [2014] Rukeli (Prèmio Nacional de Teatro Calderón de la Barca 2013). Centro de Documentación Teatral INAEM y Ministério de cultura do Governo da Espanha, Madrid. 120 páginas, ISBN 978-84-9041-088-2.
- [2012] A comédia que Mihura nunca escreveu. Centro Dramático Nacional. INAEM. Ministério de cultura do Governo da Espanha, Madrid. 112 páginas, ISBN 978-84-9041-004-2.
  - [2015] Komedia, której Mihura nie napisał (Tradução ao polaco de Włodzimierz Oleksiak). Dialog. Biblioteca Nacional de Polonia, Ministério de Cultura e Património Nacional da República da Polónia, Varsovia. 41 páginas. PL ISSN 0012-2041.
- [2012] Amargura 275 (XX Prèmio de Teatro da Sociedade Geral de Autores e Editores de Espanha). Fundação Autor, Madrid. 124 páginas, ISBN 978-84-8048-845-7.
- [2012] Brut (XXVII Prèmio Internacional de Teatro Cidade de Guadalajara "Antonio Buero Vallejo". Escrita em colaboração com Javier Pastor). Prefeitura de Guadalajara. 136 páginas, ISBN 978-84-87874-63-5.
- [2012] Castilla (Leyenda irrepresentable en cuatro actos).Instituto Castellano y Leonés de la Lengua y Academia Norteamericana de la Lengua Española, Burgos. 107 páginas, ISBN 978-84-92909-16-2.
- [2010] Verbatim Drama (Prèmio de Textos Teatrais "Marqués de Bradomín"). Ministerio de Saúde, Políticas Sociais e Igualdade do Governo da Espanha. INJUVE, Madrid. 70 páginas. ISBN 978-84-96028-87-6..
- [2009] Ius Soli (Prémio Letras Jovens de Castela e Leão 2009 -Teatro-. JCyL). JCyL, Valladolid. 30 páginas, Plaquette.
- [2008] Orikata (XI Prémio de Teatro Arte Jovem da Comunidade de Madrid). Ñaque, Ciudad Real. 117 páginas, ISBN 978-84-96765-11-5.

### Poesia
- [2011] O eco antecipado (III Prèmio de Poesía Jovem RNE. Editorial Pre-textos. Finalista do X Prémio da Crítica de Castela e Leão.)
- [2010] Matrioshkas (Seleção poética bilíngue. Tradução ao português de Rita Custodio e Álex Tarradellas. Babel Editora.)
- [2009] Resumo do silêncio (XXVII Prémio Internacional de Poesía Leonor. Deputação Estadual de Soria.)
- [2008] O mesmo outro (Prémio Letras Jovens de Castela e Leão 2007 -Poesía-. JCyL. Plaquette.)
- [2007] Bildungsroman (VI Prémio Internacional de Poesia Jovem “Martín García Ramos”. Editorial Point de lunettes. Prefacio do Jon Juaristi.)

### Ensaio / Artigos jornalísticos
- [2010] Cartografía do verbo. (Amor, Literatura e Nação em à América Latina do século XIX: história de um palimpsesto ) (Editorial Fundamentos. Finalista do IX Prémio da Crítica de Castela e Leão.)
- [2009] O espelho falado (Vol.1) (Antologia Jornalística, Vol. I. Editorial Celya. Prefacio do Andrés Neuman.)

### Edições
- [2013] Guia psicogeográfica de Roma. 16 mapas para se perder. / A psichogeographic guide of Rome: 16 maps to get lost. (Em colaboração com César Espada. Ministério de assuntos externos e cooperação do governo da Espanha e Real Academia de Espanha em Roma. Exit publicações.)

## Prémios
Entre outros, foi distinto com os seguintes prêmios:
- [2013] Prémio Nacional de Teatro Calderón de la Barca, pela sua obra Rukeli.
- [2011] XX Prémio SGAE de Teatro, pela sua obra Amargura 275.
- [2011] Prémio de Teatro "Antonio Buero Vallejo", pela sua obra Brut (escrita em colaboração com Javier Pastor).
- [2011] Prémio de Poesía Jovem RNE, pelo seu livro O eco antecipado.
- [2010] Prémio das Letras Jovens de Castela e Leão -Narrativa- por seu relato O milagre do jerarca.
- [2010] Prémio de Textos Teatrais "Marqués de Bradomín" pela sua obra Verbatim Drama.
- [2009] Prémio das Letras Jovens de Castela e Leão -Teatro- pela sua obra Ius Soli.
- [2008] Prémio Internacional de Poesía Leonor, pela sua obra Resumo do silêncio.
- [2007] Prémio de Teatro Arte Jovem da Comunidade de Madrid, pela sua opera prima teatral Orikata.
- [2007] Prémio das Letras Jovens de Castela e Leão -Poesía- pela sua plaquette O mesmo outro.
- [2006] Prémio Internacional de Poesia Jovem "Martín García Ramos", pelo seu livro Bildungsroman.
- [2005] Prémio Nacional de Poesia Juvenil "Marqués de Santillana".
- [2004] Prêmio Internacional de Relato Hiperbreve de Rádio 3 - Rádio Nacional de Espanha "Circulo Cultural Faroni".
- [2004] Prémio Nacional de Literatura Juvenil "Javier Espinosa".
- [2004] Prémio de Poesia "Universidade de Deusto".
- [2003] Prémio de Poesia "Universidade de Burgos".

## Estrenos
- [2016] Komedia, której Mihura nie napisał. 25 de mayo de 2016 no Kreatywne Centrum Kultury em Bielsk Podlaski (Polonia). Direção: Mateusz Sacharzewski.
- [2013] Aranda, 1473, escrito em colaboração com Félix Estaire. 13 de junio de 2013 no Centro Cultural Caja de Burgos em Aranda de Duero. Direção: Andrés García y Ana R. García.

- [2012] La comedia que nunca escribió Mihura. 16 de noviembre de 2012, no Teatro Valle-Inclán em Madrid (Centro Dramático Nacional). Direção: Tamzin Townsend.
- [2011] Verbatim Drama. 7 de octubre de 2011 na La Tabacalera em Madrid (Ministerio de Saúde, Políticas Sociais e Igualdade do Governo da Espanha). Direção: Aristeo Mora.

### Lecturas Dramatizadas[editar]
- [2018] Verbatim Drama. 6 de abril no KJCC da New York University. Direção: Alejandro Moreno.
- [2018] Filho maravilha (AKA Kaiser). 26 de marzo no IATI Theatre da Nova Iorque. Direção: Gerardo E. Gudiño.
- [2018] Manual de estilo para currículums inventados. 26 de enero no Pavón Teatro Kamikaze de Madrid. Direção: Claudia Tobo.
- [2017] Verbatim Drama se leyó el 5 de octubre en el Teatro Industra de Brno (República Checa). Direção: Michal Hába.
- [2017] Manual de estilo para currículums inventados se leyó el 16 de junio de 2017 en la Sala Berlanga de Madrid. Direção: Bárbara Risso.
- [2017] Kaiser se leyó el 26 de mayo en ART/New York Theatre de Nova Iorque. Direção: Berioska Ipinza e Catherine Vargas.
- [2017] Suprimir para conservar (Verbatim Drama). 21 de abril no Instituto Cervantes de Nova Iorque. Direção: Carlos Contreras
- [2015] Komedia, której Mihura nie napisał. 1 de dezembro de 2015 no Instytut Teatralny de Varsovia (Polonia). Direção: Katarzyna Raduszynska.
- [2014] Rukeli. 20 de octubre de 2014 no Teatro Valle-Inclán de Madrid (Centro Dramático Nacional). Direção: Raúl Fuertes.
- [2012] Amargura 275. 16 de noviembre 2012 na Sala Manuel de Falla del Palácio Longoria em Madrid (Sociedade Geral de Autores e Editores de Espanha). Direção: Denis Rafter.Referências

1. ↑  «Matrioshkas / Carlos Contreras Elvira». Consultado em 24 de Abril de 2012

- Pérez-Rasilla, Eduardo. La escritura más joven. Algunas notas sobre la escritura dramática emergente en España. Revista ACOTACIONES, Vol. 27, julio-diciembre de 2011, págs. 13-32.
- Pérez-Rasilla, Eduardo. Notas sobre la dramaturgia emergente en España. Revista virtual DON GALÁN, nº 2, CDT, 2012.